# Centro de lavado de automóviles

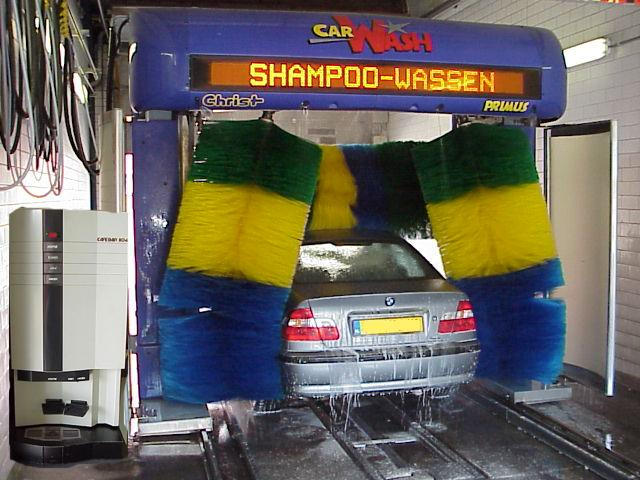
Centro de lavado

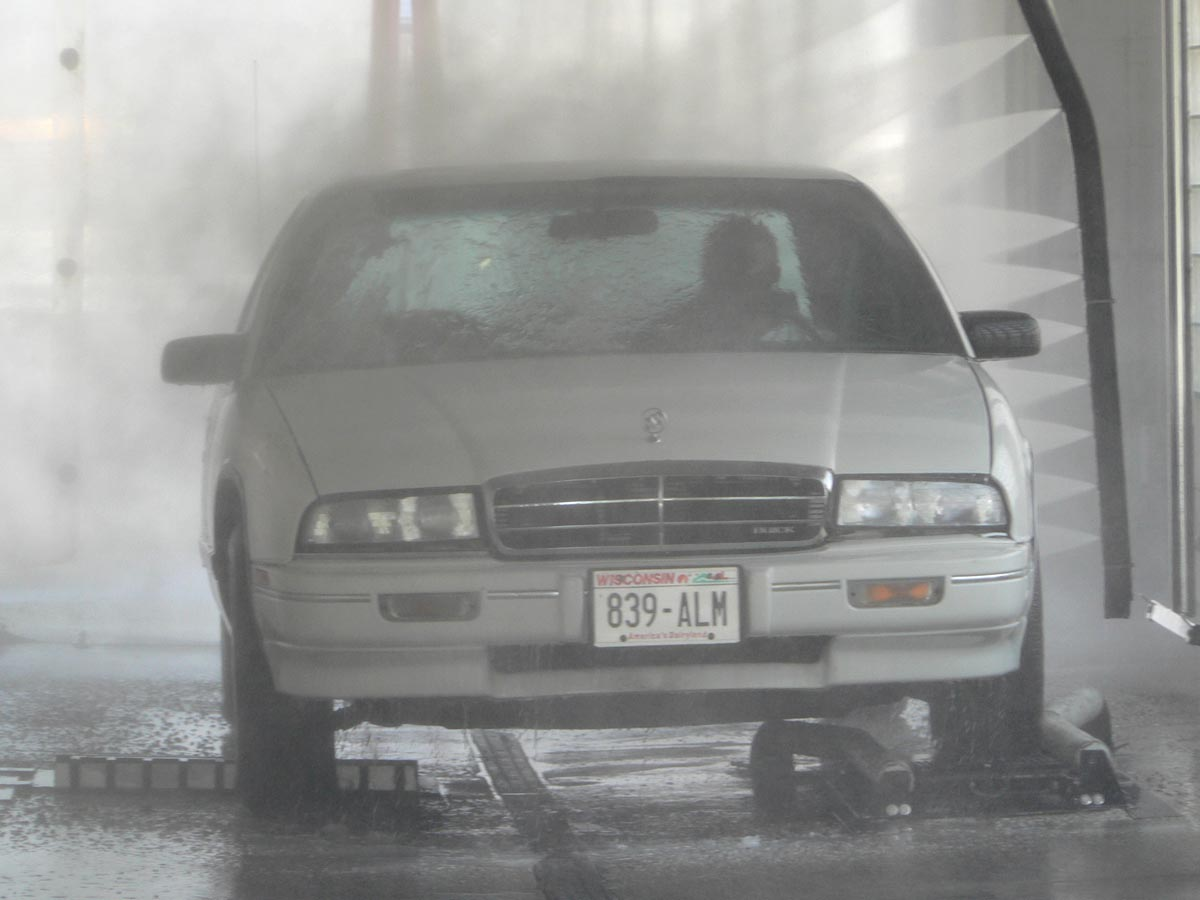
Limpieza sin rodillos.

Un centro de lavado de automóviles, también conocido como un autolavado y autobaño, es un espacio dedicado a la limpieza de automóviles, ya sea como un servicio brindado por empleados del lugar o bien por los propios usuarios, operando los equipos ellos mismos y con arranque de los medios de lavado por prepago ya sea mediante monedero, ficha o tarjeta.

## Equipamientos
El equipamiento puede incluir:
- Lavado automático
  - Lavado automático con puente
  - Lavado automático con túnel
- Lavado manual
  - Aspiradores
  - Otros periféricos de lavado

## Lavado automático

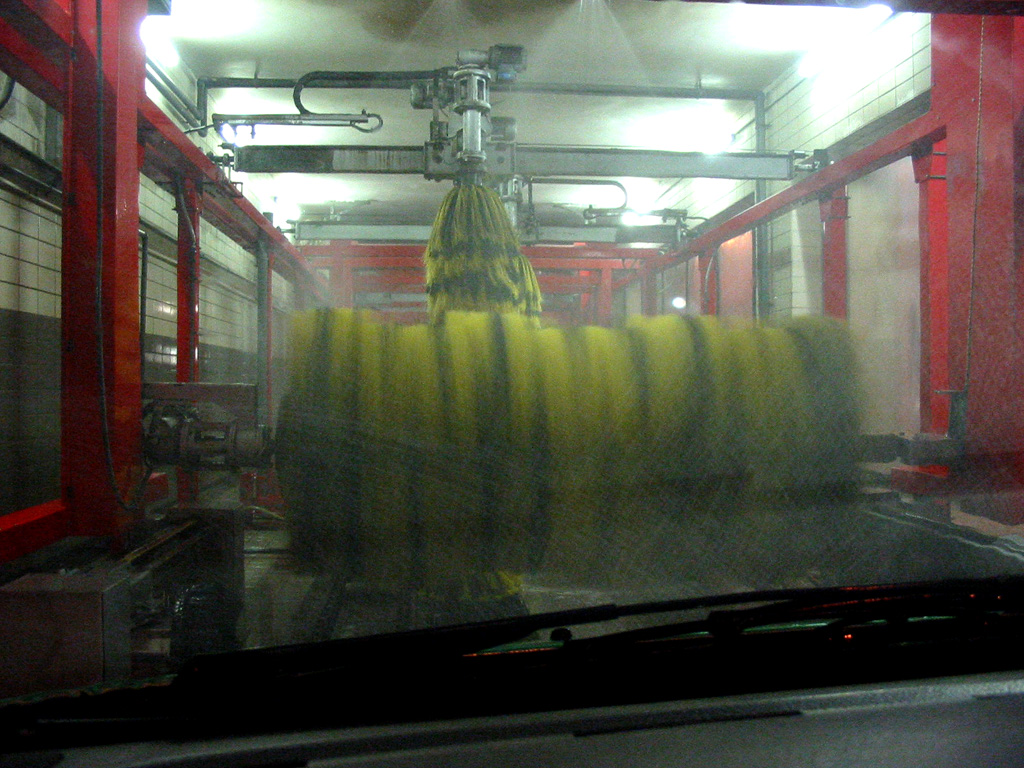
Lavado automático

El lavado automático consiste en una máquina que lava el automóvil ya sea por fricción, con cepillos o trapos o bien sin fricción, por chorros de agua a alta presión.

### Lavado automático con puente (Puente de lavado)

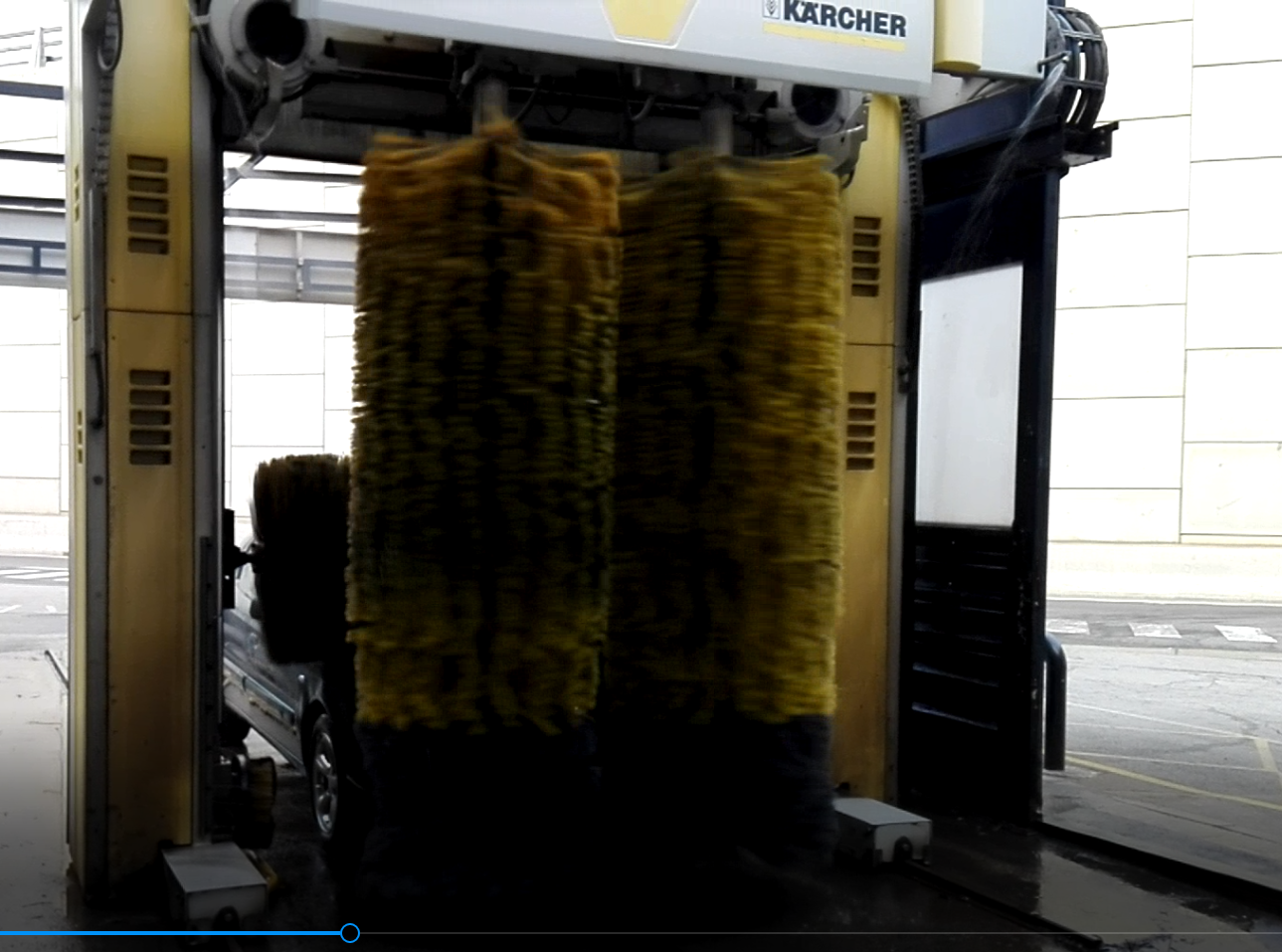
Ejemplo de Puente de lavado (Ctra C17, Montcada i Reixac)

El puente de lavado es una máquina (controlada por ordenador y según el programa elegido) que se desplaza hacia adelante y hacia atrás sobre unos raíles para recorrer el perímetro de la carrocería mientras el vehículo permanece detenido. El lavado se realiza habitualmente mediante cepillo, cortinas textiles o con rociadores de alta presión.

### Lavado automático con túnel (Túnel de lavado)

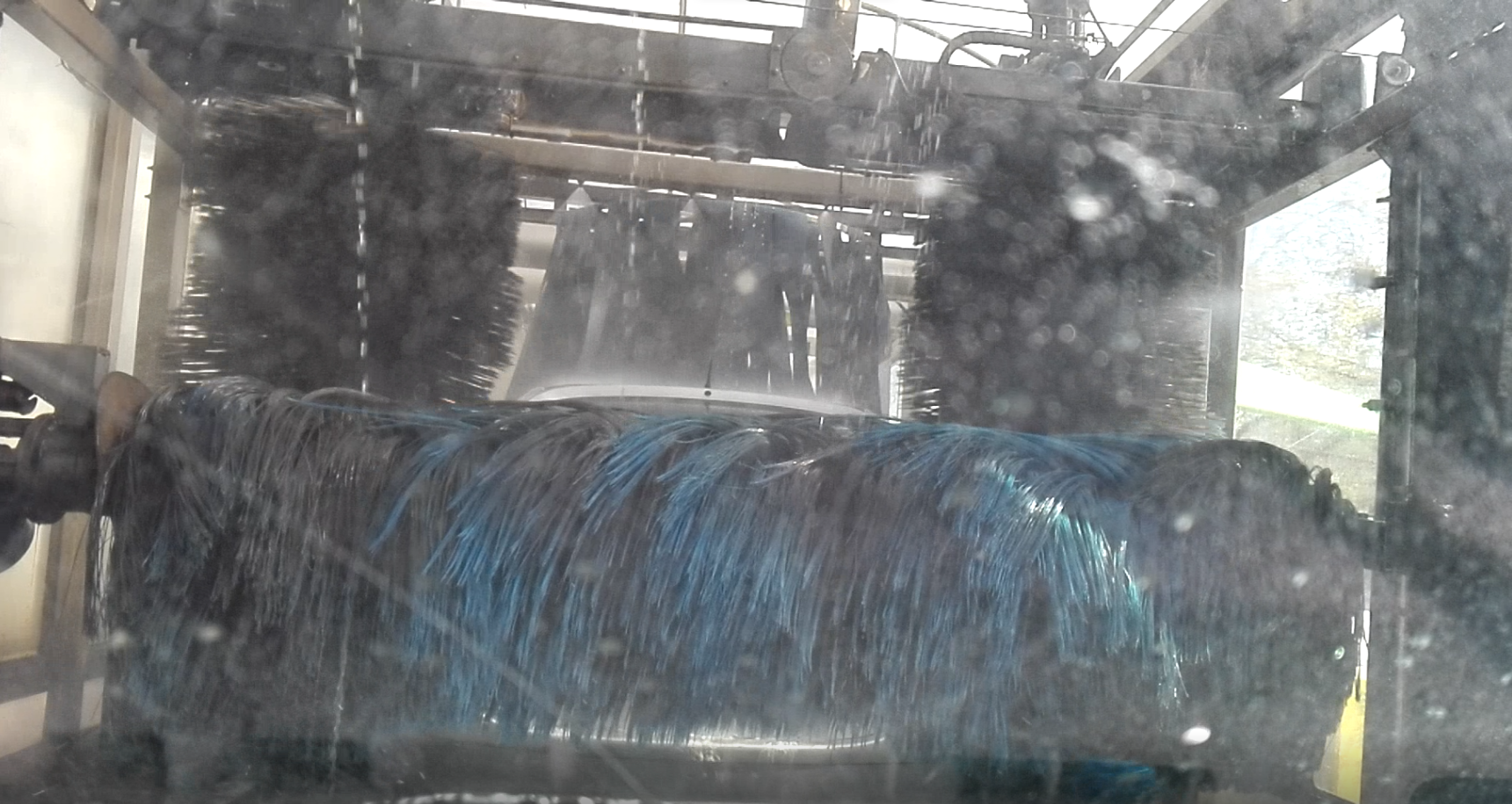
Ejemplo de Túnel de lavado (Rbla Gipúzcoa E.S Repsol, Sant Adrià de Besos)

El túnel de lavado es un equipo en el que el automóvil avanza dentro del mismo gracias a una cinta transportadora, mientras que los elementos del túnel se encuentran fijos. El desplazamiento puede ser con cadena de arrastre, o bien por la misma marcha del vehículo, con lo que el equipo se denomina túnel de lavado al paso.
En función de los accesorios empleados para la limpieza, se pueden distinguir tres modalidades de túneles de lavado: con cepillo de nailon, con cortinas textiles o con rociadores a alta presión (sin contacto).

## Lavado manual

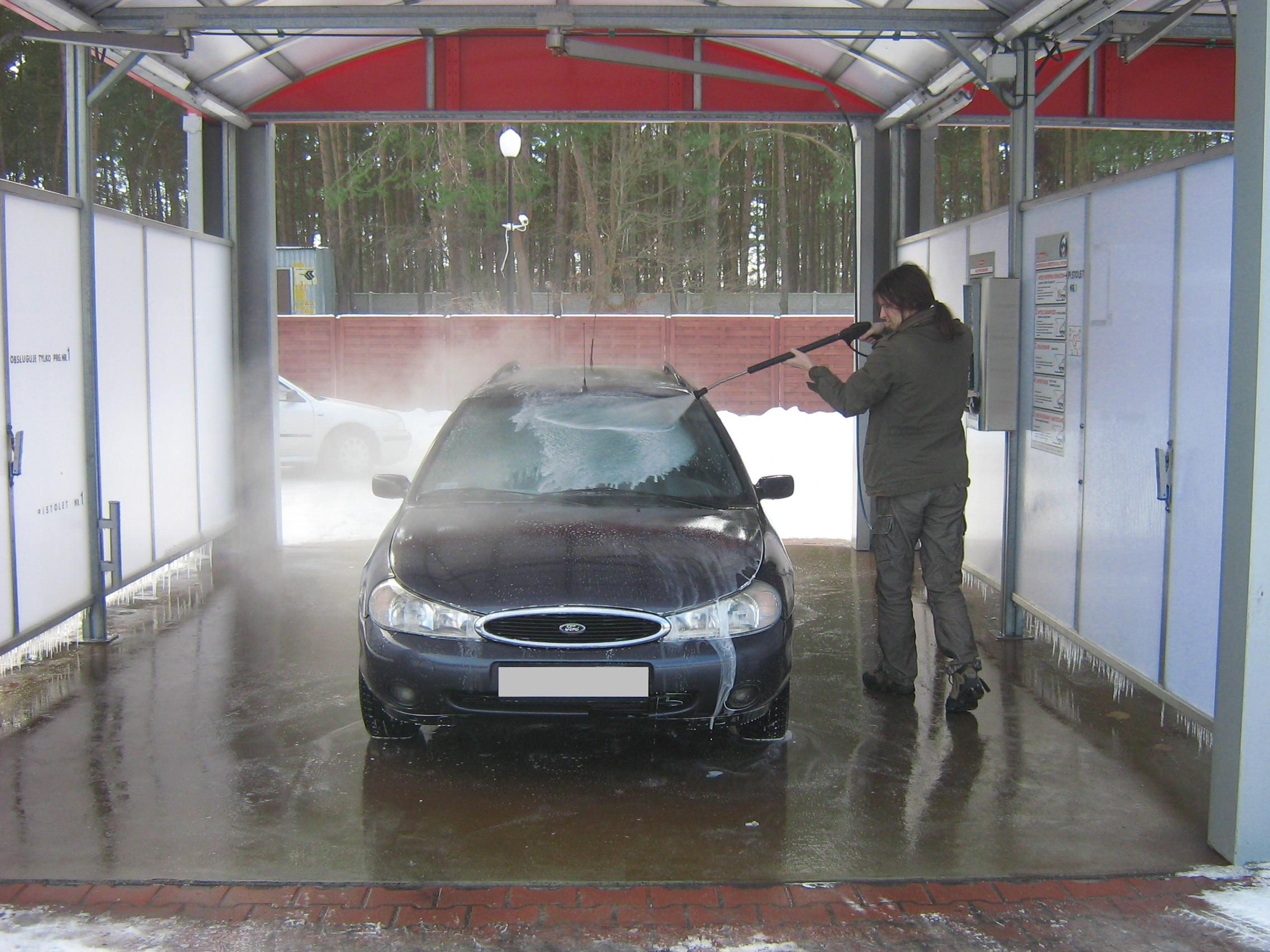
Lavado manual

En los centros autoservicio de lavado manual el propio usuario lava su automóvil mediante una manguera dispuesta a tal fin en la pista de lavado.

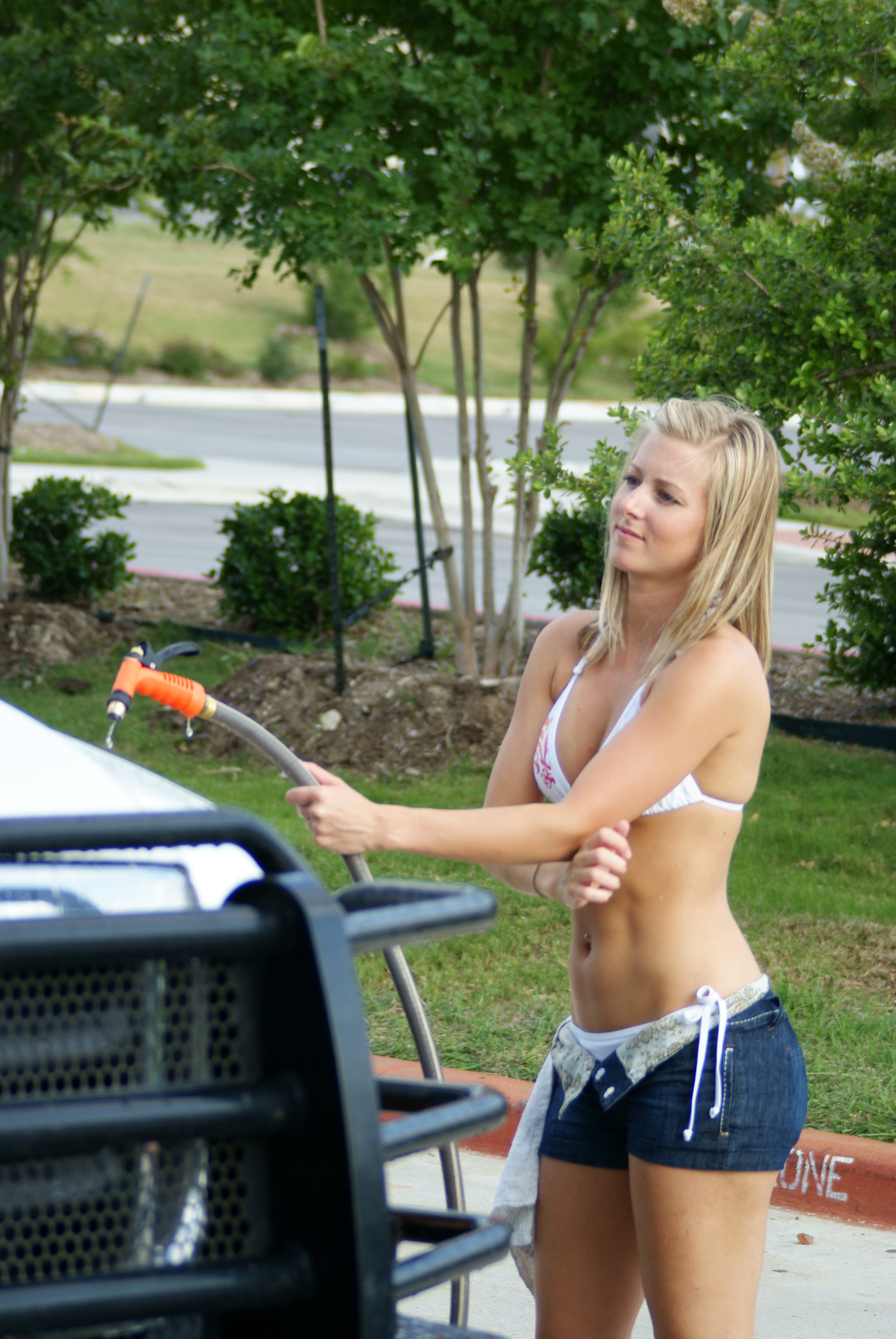
Captación de fondos lavando coches en bikini

Normalmente esta manguera dispensa agua a alta presión entre 50 y 100 bares, con la intención de facilitar la limpieza del vehículo y el agua dispensada puede contener aditivos como detergente y cera o bien diferentes tipos de agua tratada, como agua descalcificada o agua osmotizada.

## Aspiradores autoservicio
Los aspiradores autoservicio son equipos aspiradores con una temporización para su uso por un tiempo predeterminado que se acciona por la inserción de una moneda, ficha o tarjeta de pago.

## Periféricos de autolavado
En un centro de lavado puede incluirse otros servicios como máquinas limpialfombrillas, perfumadores de vehículos, dispensadores de productos de limpieza específica, como limpiacristales, limpieza de vinilos o llantas, o lavamascotas etc.
Asimismo es usual la incorporación de equipos no relacionados con la limpieza de vehículos como equipos lavamascotas, máquinas expendedoras de alimentos y bebidas.